# گرانت دیویس (بازیکن فوتبال)
گرانت دیویس (انگلیسی: Grant Davies؛ زادهٔ ۱۳ اکتبر ۱۹۵۹) بازیکن فوتبال اهل بریتانیا است.
از باشگاه‌هایی که در آن بازی کرده‌است می‌توان به باشگاه فوتبال یئوویل تاون، باشگاه فوتبال اکستر سیتی، و باشگاه فوتبال نیوپورت کانتی اشاره کرد.